# ريتشارد سمالوود
ريتشارد سمالوود (بالإنجليزية: Richard Smallwood) (29 ديسمبر 1990 بردكار في المملكة المتحدة - ) هو لاعب كرة قدم بريطاني في مركز الوسط. شارك مع منتخب إنجلترا تحت 18 سنة لكرة القدم. أما مع النوادي، فقد لعب مع نادي روذرهام يونايتد ونادي ميدلزبره.

## وصلات خارجية
- ريتشارد سمالوود على موقع قاعدة بيانات كرة القدم.إي يو (الإنجليزية)
- ريتشارد سمالوود على موقع Soccerbase.com (لاعب) (الإنجليزية)
- ريتشارد سمالوود على موقع Soccerway.com (الإنجليزية)
- ريتشارد سمالوود على موقع عالم كرة القدم.نت (الإنجليزية)